# Гасніки
Га́сніки (рос. Гасники) — присілок у складі Нагорського району Кіровської області, Росія. Входить до складу Чеглаківського сільського поселення.
Населення становить 1 особа (2010, 1 у 2002).
Національний склад станом на 2002 рік — росіяни 100 %.